# 帕拉馬里夫卡
49°45′17″N 37°30′42″E / 49.75472°N 37.51167°E
帕拉馬里夫卡（烏克蘭語：Паламарівка）是位於烏克蘭東部的村莊，由哈爾科夫州庫皮揚斯克區的金德拉希夫卡市鎮負責管轄。該村始建於1850年，面積0.13平方公里，海拔高度144米，2001年人口18，人口密度每平方公里138.5人。